# Mariano Taccola

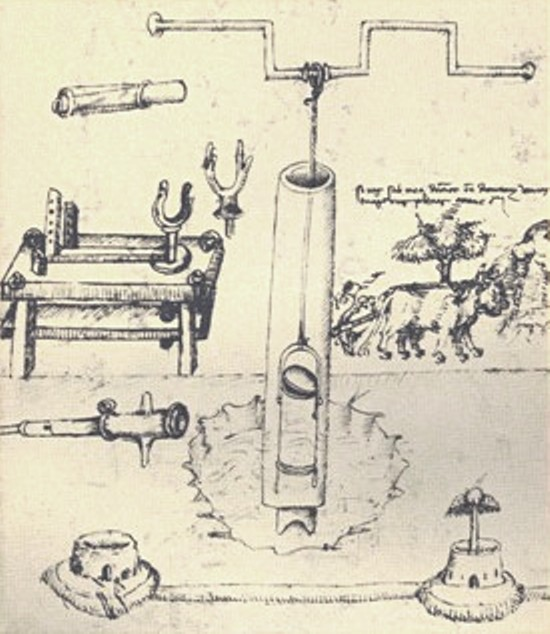
Primeira representação européia de uma bomba de pistão, por Taccola, c.1450

Mariano di Jacopo (1382 – c. 1453), chamado Taccola ("a gralha"), foi um polímata, administrador, artista e engenheiro italiano do início do Renascimento. Taccola é conhecido por seus tratados tecnológicos De ingeneis e De machinis, que apresentam desenhos anotados de uma ampla gama de máquinas e dispositivos inovadores. O trabalho de Taccola foi amplamente estudado e copiado por engenheiros e artistas renascentistas posteriores, entre eles Francesco di Giorgio e Leonardo da Vinci.

## Vida e carreira
Mariano Taccola nasceu em Siena em 1382. Praticamente nada se sabe de seus primeiros anos de estudo ou aprendizado. Quando adulto, ele seguiu uma carreira variada em Siena, trabalhando em empregos tão diversos como notário, secretário universitário, escultor, superintendente de estradas e engenheiro hidráulico. Na década de 1440, Taccola se aposentou de seus cargos oficiais, recebendo uma pensão do Estado. Ele é conhecido por ter se juntado à ordem fraterna de San Jacomo em 1453 e presumivelmente morreu por volta dessa data.

## Trabalho e estilo
Taccola deixou para trás dois tratados, sendo o primeiro De ingeneis (Sobre os motores), em seus quatro livros a partir de 1419. Após concluir seu trabalho em 1433, Taccola continuou a alterar desenhos e anotações para De ingeneis até cerca de 1449. No mesmo ano, Taccola publicou seu segundo manuscrito, De machinis (Sobre as máquinas), no qual reapresentou muitos dos dispositivos do longo processo de desenvolvimento de seu primeiro tratado.
Desenhado com tinta preta sobre papel e acompanhado de anotações manuscritas, Taccola retrata em seu trabalho uma infinidade de 'dispositivos engenhosos' em engenharia hidráulica, moagem, construção e máquinas de guerra. Os desenhos de Taccola mostram que ele era um homem de transição: embora seu assunto já seja o de artistas-engenheiros posteriores da Renascença, seu método de representação ainda deve muito à ilustração manuscrita medieval. Notavelmente, com a perspectiva indo e vindo em seus desenhos, Taccola parecia permanecer em grande parte inconsciente da revolução em curso na pintura em perspectiva. Isso é ainda mais curioso, pois ele é o único homem conhecido por ter entrevistado o próprio 'pai da perspectiva linear', Filippo Brunelleschi. Apesar dessas inconsistências gráficas, o estilo de Taccola foi descrito como forte, autêntico e geralmente confiável para capturar o essencial.

## Influência e redescoberta
A obra de Taccola, chamada de 'Sienese Arquimedes', está no início da tradição dos artistas-engenheiros do Renascimento italiano, com um interesse crescente por questões tecnológicas de todos os tipos. Os desenhos de Taccola foram copiados e serviram de fonte de inspiração para Buonacorso Ghiberti, Francesco di Giorgio e talvez até Leonardo da Vinci. De especial importância histórica são seus desenhos dos engenhosos dispositivos de elevação e sistemas de engrenagens reversíveis que Brunelleschi concebeu para a construção da cúpula da catedral de Florença, na época a segunda maior do mundo.
O interesse pelo trabalho de Taccola, no entanto, praticamente cessou algum tempo após sua morte até o final do século XX, talvez porque seus tratados circulavam apenas como livros copiados à mão, sendo apenas três deles sobreviveram até hoje. Os manuscritos originais de Taccola, cujo estilo se revelou mais sofisticado que o de suas cópias, foram redescobertos e identificados nas bibliotecas públicas de Munique e Florença na década de 1960, dando impulso às primeiras edições impressas de De ingeneis e De machinis nos anos subsequentes.

## Galeria

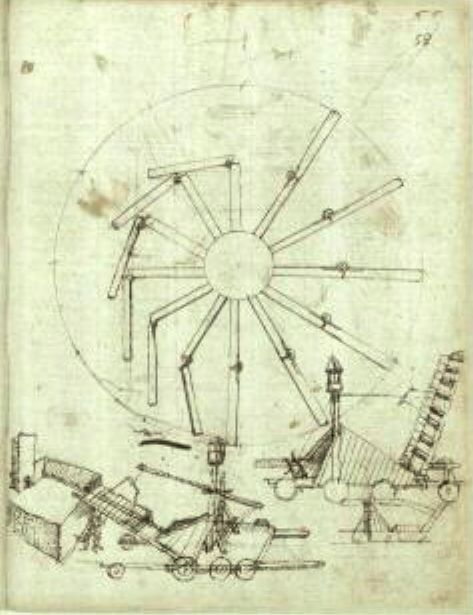
Rodas desbalanceadas e máquinas de guerra, por Taccola
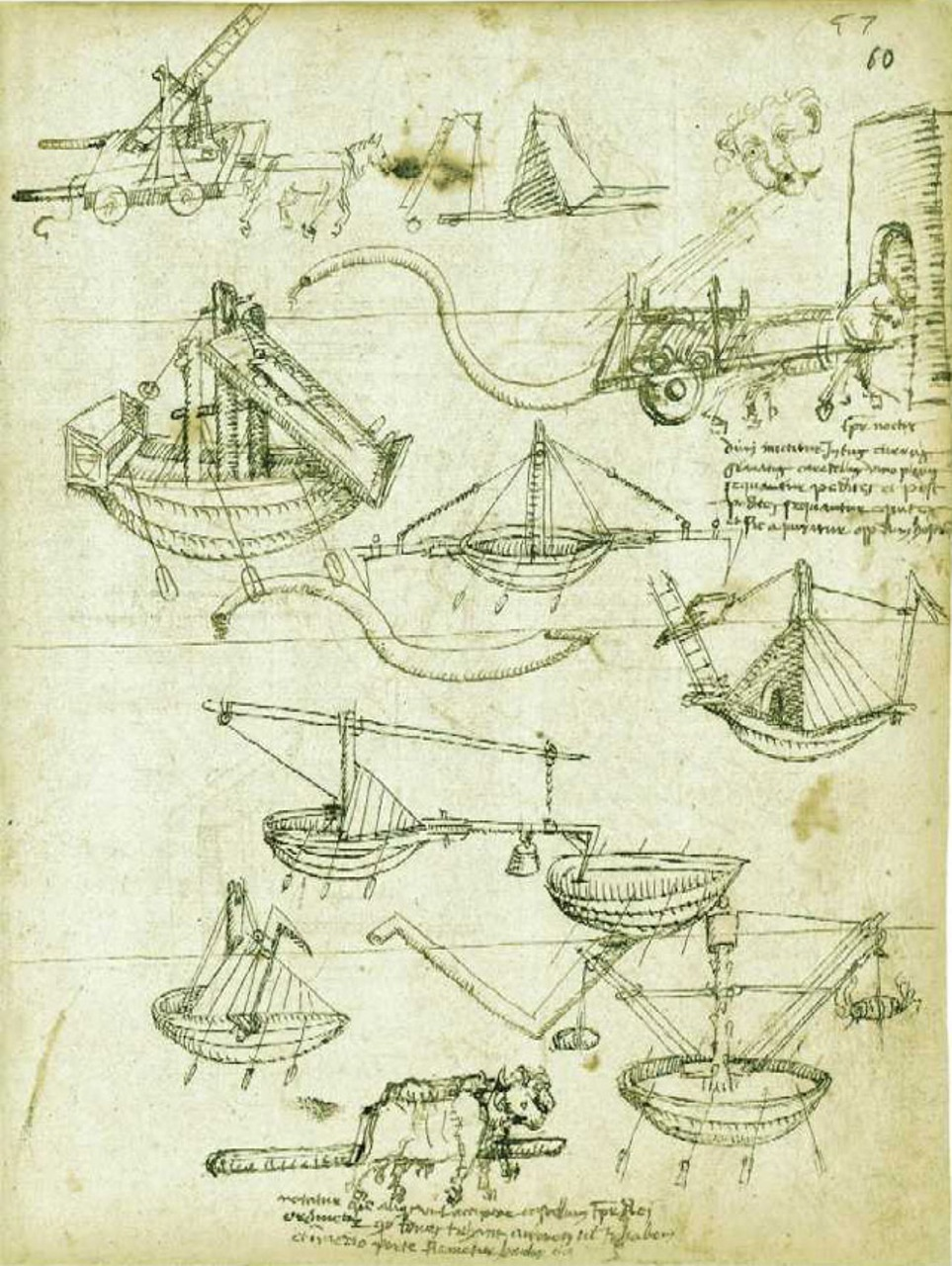
Máquinas, por Taccola, De ingeneis
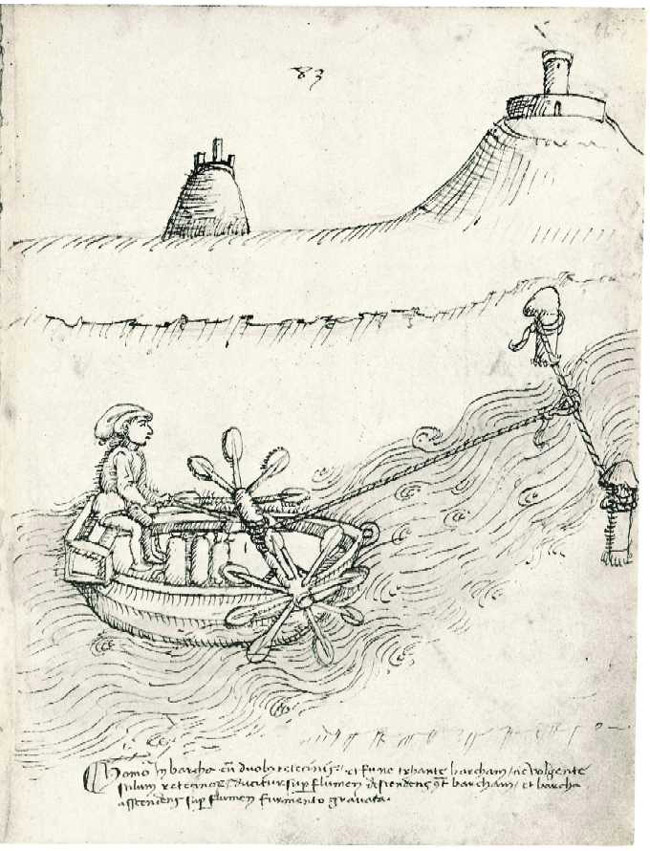
Sistema de barco a remo, por Taccola, De machinis (1449)
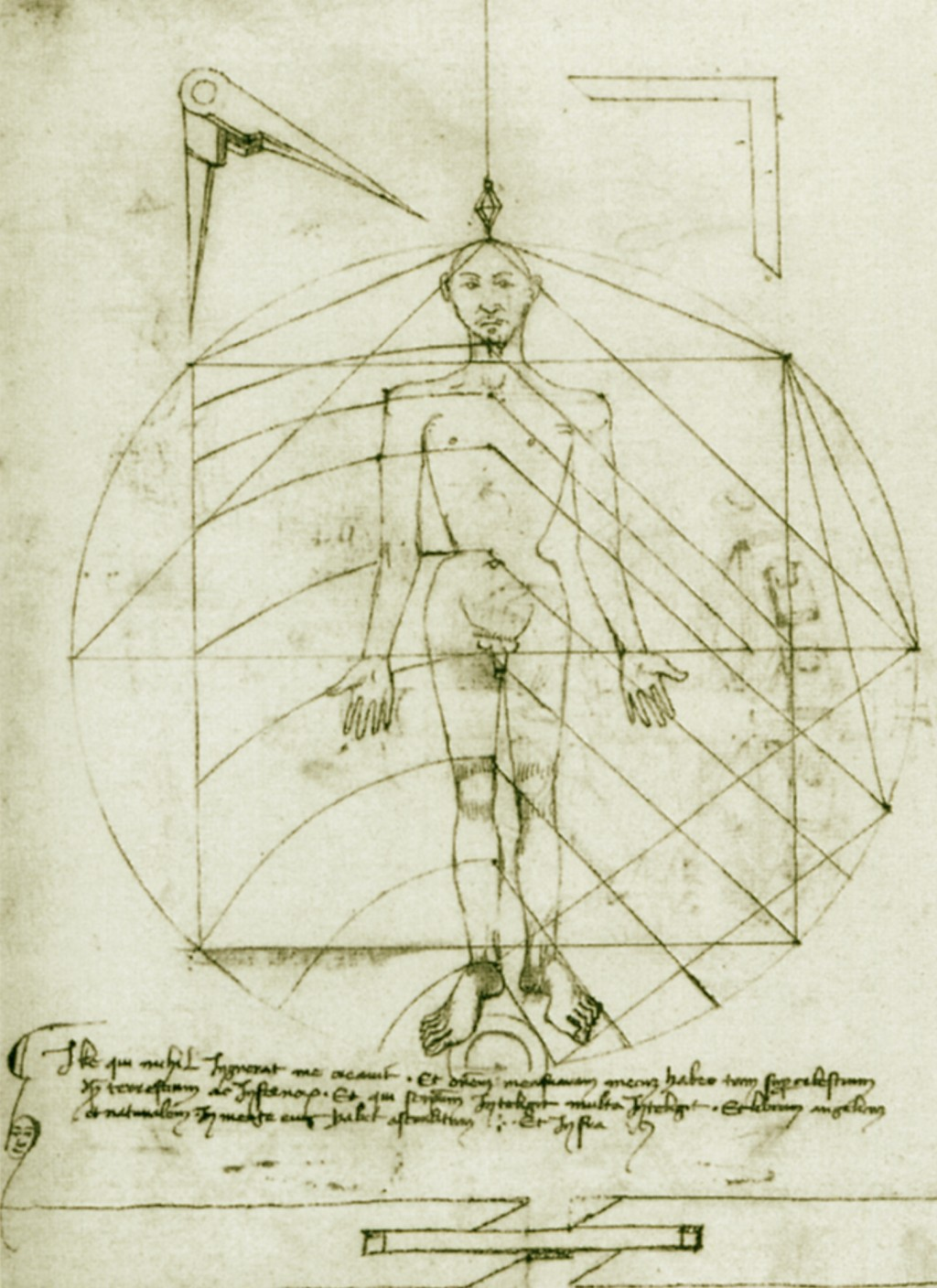
"Homem vitruviano" de Taccola